# Dūz Āghol
Dūz Āghol (persiska: دُّز اَغلی, دوز آغل, دوز آغُل, دوز آغِل, دوز آغلی) är en ort i Iran.   Den ligger i provinsen Västazarbaijan, i den nordvästra delen av landet, 700 km nordväst om huvudstaden Teheran. Dūz Āghol ligger 1 190 meter över havet och antalet invånare är 213.
Terrängen runt Dūz Āghol är kuperad åt sydväst, men åt nordost är den platt.Runt Dūz Āghol är det ganska glesbefolkat, med 39 invånare per kvadratkilometer. Närmaste större samhälle är Bāsh Kahrīz, 3,6 km väster om Dūz Āghol. Trakten runt Dūz Āghol består i huvudsak av gräsmarker.